# Bahnhof Toyohashi
Der Bahnhof Toyohashi (jap. 豊橋駅, Toyohashi-eki) ist ein Bahnhof auf der japanischen Insel Honshū, betrieben von den Bahngesellschaften JR Central und Meitetsu. Er befindet sich in der Präfektur Aichi auf dem Gebiet der Stadt Toyohashi. Hier halten unter anderem Shinkansen-Hochgeschwindigkeitszüge, weshalb der Bahnhof ein wichtiger Verkehrsknotenpunkt ist. Er ist mit dem benachbarten Bahnhof Shin-Toyohashi verbunden.

## Verbindungen
Toyohashi ist ein kombinierter Durchgangs- und Kopfbahnhof, durch den zwei der bedeutendsten Bahnstrecken Japans, die Tōkaidō-Shinkansen und die Tōkaidō-Hauptlinie, parallel verlaufen. Von letzterer zweigt vier Kilometer vom Bahnhof entfernt die Iida-Linie ab. Für den Betrieb aller drei Linien ist die Bahngesellschaft JR Central zuständig. Ebenso ist Toyohashi die Endstation der von Meitetsu betriebenen Nagoya-Hauptlinie. Im benachbarten Bahnhof Shin-Toyohashi beginnt die Atsumi-Linie der Bahngesellschaft Toyohashi Tetsudō.
Auf der Shinkansen-Schnellfahrstrecke wird Toyohashi zweimal je Stunde und Richtung von Kodama-Zügen bedient, die an allen Zwischenstationen halten. Hinzu kommen neunmal täglich Hikari-Züge, die einzelne Zwischenstationen auslassen. Nozomi-Züge halten hingegen nicht. Der Bahnhof ist eine bedeutende betriebliche Trennstelle der Tōkaidō-Hauptlinie, zwischen den Teilstrecken Toyohashi–Maibara im Westen und Toyohashi–Atami im Osten. Fast alle Züge beginnen oder enden hier, durchgehende Verbindungen gibt es hingegen nur wenige. Ostwärts verkehren Regionalzüge zwei- bis viermal stündlich nach Hamamatsu und Shizuoka. Westwärts in Richtung Nagoya und Gifu tragen vier unterschiedliche Eilzüge die Hauptlast des regionalen Schnellverkehrs. Allen gemeinsam ist, dass sie nur an bestimmten Bahnhöfen halten, die Anzahl der Halte jedoch variiert. Hinzu kommen Regionalzüge mit Halt an allen Bahnhöfen. Dies ergibt insgesamt ein Angebot von vier bis neun Zügen je Stunde.
Aufgrund eingeschränkter Streckenkapazität am östlichen Ende der Meitetsu Nagoya-Hauptlinie (Parallelführung mit der Iida-Linie) betreibt Meitetsu ab Toyohashi keine Regionalzüge an, sondern ausschließlich Eilzüge der Zuggattungen Rapid Limited Express und Express von Toyohashi über Meitetsu Nagoya nach Meitetsu Gifu oder Shin-Unuma. Dennoch ergibt sich daraus ein angenäherter Zehnminutentakt.
Auf dem östlichen Bahnhofsvorplatz beginnt die einzige Linie der Straßenbahn Toyohashi. Dort steht auch der zentrale Busbahnhof, der von zahlreichen Linien des Unternehmens Toyotetsu Bus bedient wird. Hinzu kommt eine Haltestelle für den Fernbusverkehr der Gesellschaften Willer Express, Jam Jam Express und Heisei Enterprise. Zwei weitere Linien von Toyotetsu Bus sowie ein „Community Bus“ verkehren vom westlichen Bahnhofsvorplatz aus.

## Anlage
Der Bahnhof steht im zentralen Stadtteil Ekimae-Ōdōri. Die Anlage ist von Südosten nach Nordwesten ausgerichtet und in drei Teile gegliedert. Ganz im Westen befindet sich der Shinkansen-Teil mit einem Mittel- und einem Seitenbahnsteig. Die Hochgeschwindigkeitszüge halten auf drei Gleisen, auf zwei weiteren fahren sie durch. Im Gegensatz zu den meisten Shinkansen-Bahnhöfen Japans sind die Gleise nicht auf einem Viadukt verlegt, sondern ebenerdig. Dem Personenverkehr des konventionellen Schienennetzes stehen acht Gleise zur Verfügung. Züge der Tōkaidō-Hauptlinie nutzen zwei Mittel- und einen Seitenbahnsteig auf der Ostseite, Züge der Iida-Linie und der Meitetsu Nagoya-Hauptlinie teilen sich drei stump endende Gleise im Kopfbahnhofteil. Über ein Dutzend weitere Gleise werden als Abstellanlage oder für durchfahrende Güterzüge genutzt. Etwa einen halben Kilometer nördlich steht ein Bahnbetriebswerk, im rund zwei Kilometer nördlich gelegenen Containerterminal wickelt JR Freight den Güterverkehr ab.
Es gibt zwei miteinander verbundene Empfangsgebäude. Jenes an der Ostseite hat fünf Stockwerke, worin sich das Einkaufszentrum „Kalmia“ (カルミア) befindet. Es ist nach dem Gattungsnamen der Lorbeerrose benannt, dem offiziellen Pflanzensymbol der Stadt. Das Einkaufszentrum wird durch eine Tochtergesellschaft von JR Central betrieben und enthält rund 100 Läden. Teil dieses Gebäudes ist ein 13-stöckiger Turm mit einem Hotel. Das zweite Empfangsgebäude besitzt die Form eines Reiterbahnhofs, der sich über die gesamte Anlage erstreckt und eine Verbindung zu den Shinkansen-Gleisen sowie zum westlichen Bahnhofsvorplatz herstellt.
Im Jahr 2017 zählte der Bahnhof täglich durchschnittlich 46.684 Fahrgäste. Davon entfielen 29.045 auf JR Central und 17.639 auf Meitetsu.

## Bilder

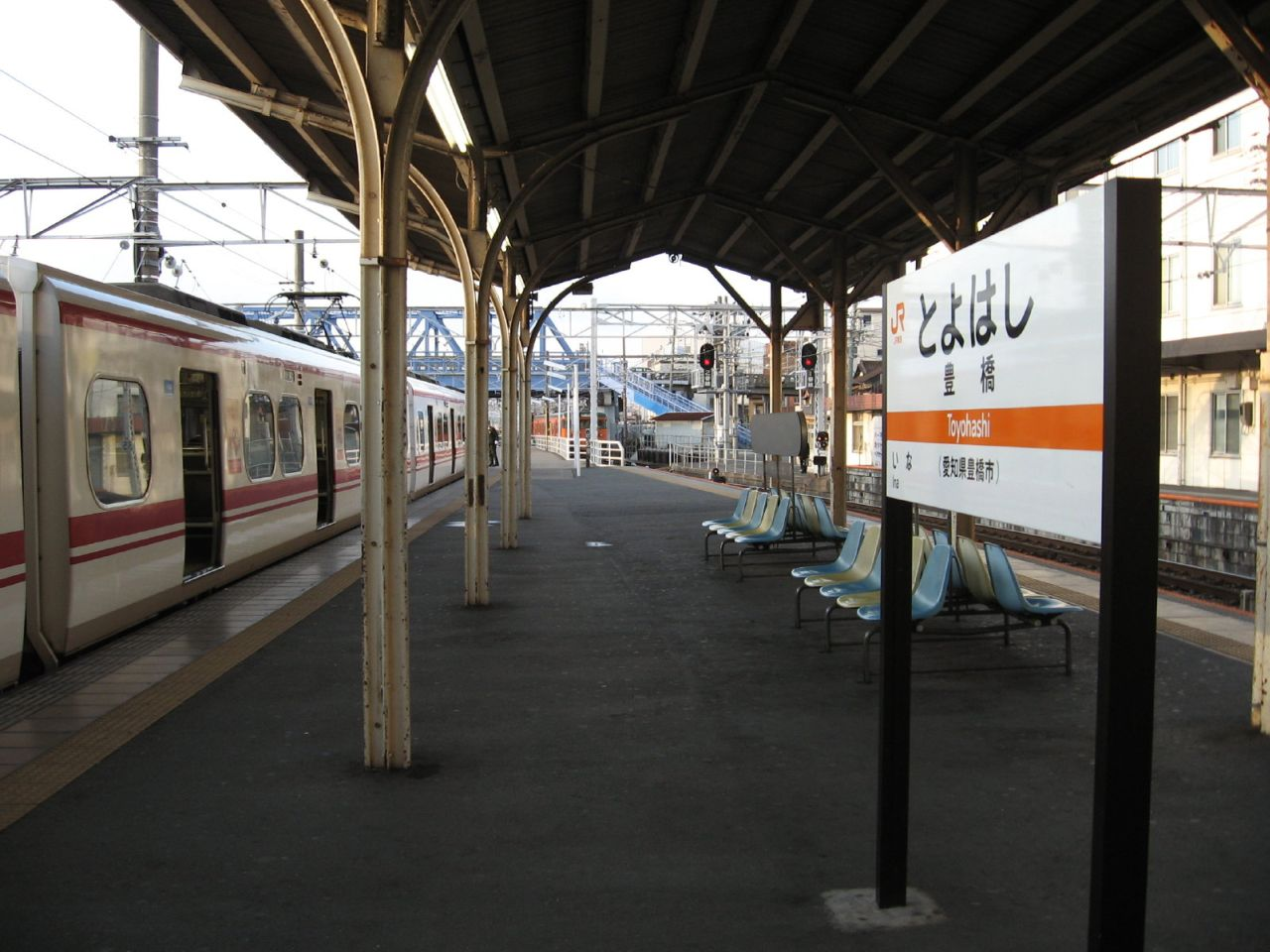
Bahnsteig im Kopfbahnhofteil
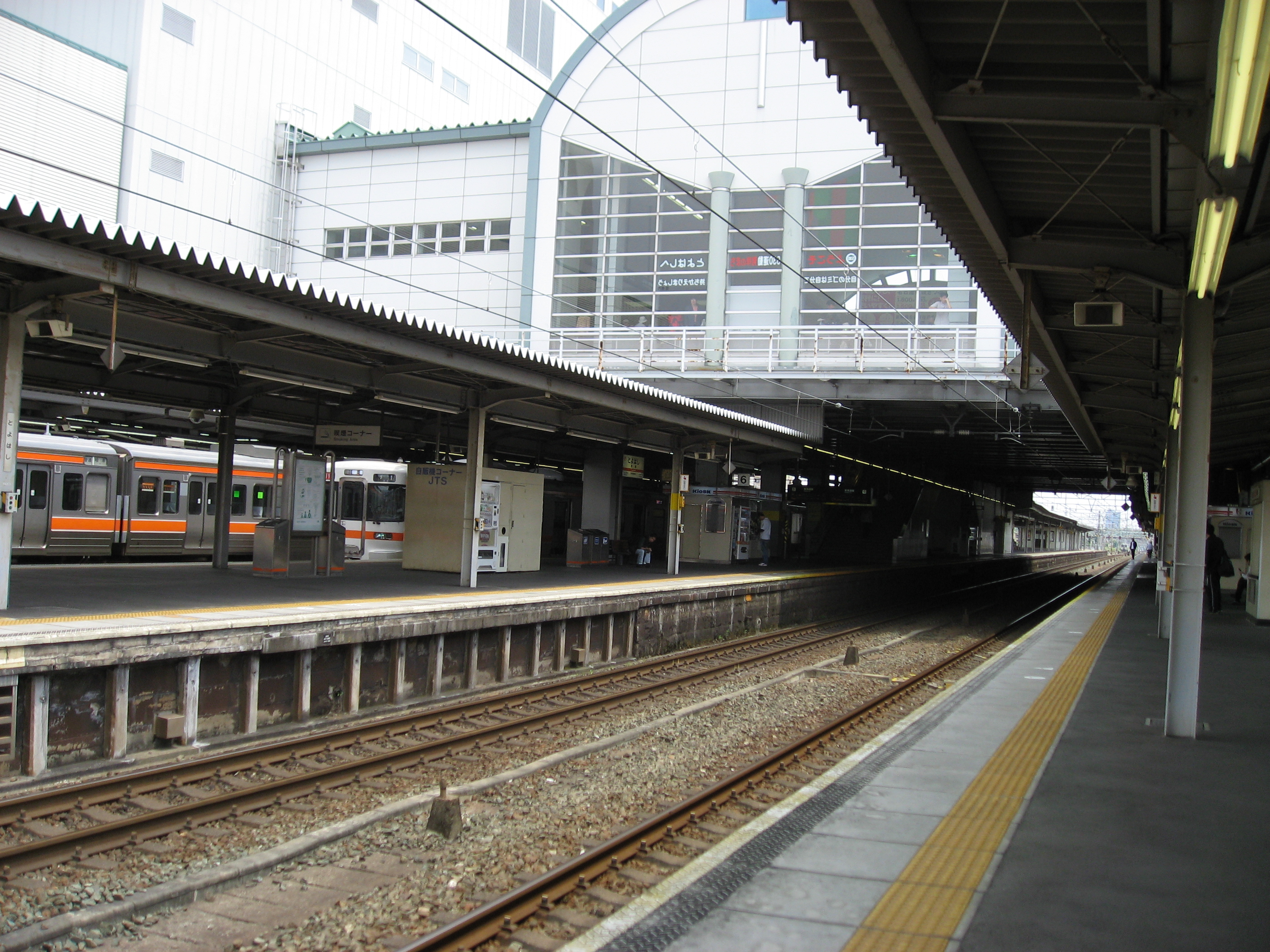
Bahnsteig der Tōkaidō-Hauptlinie
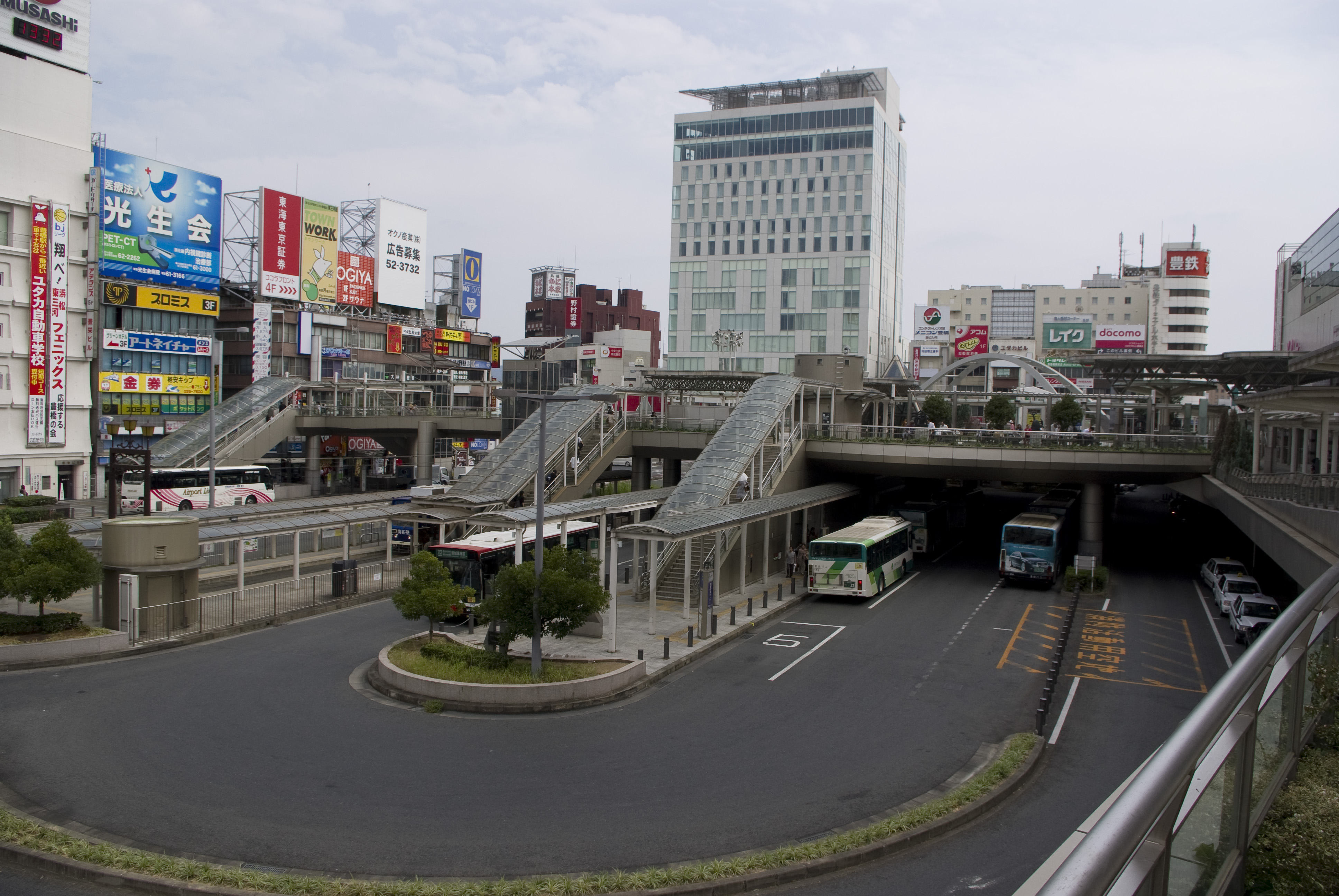
Busbahnhof
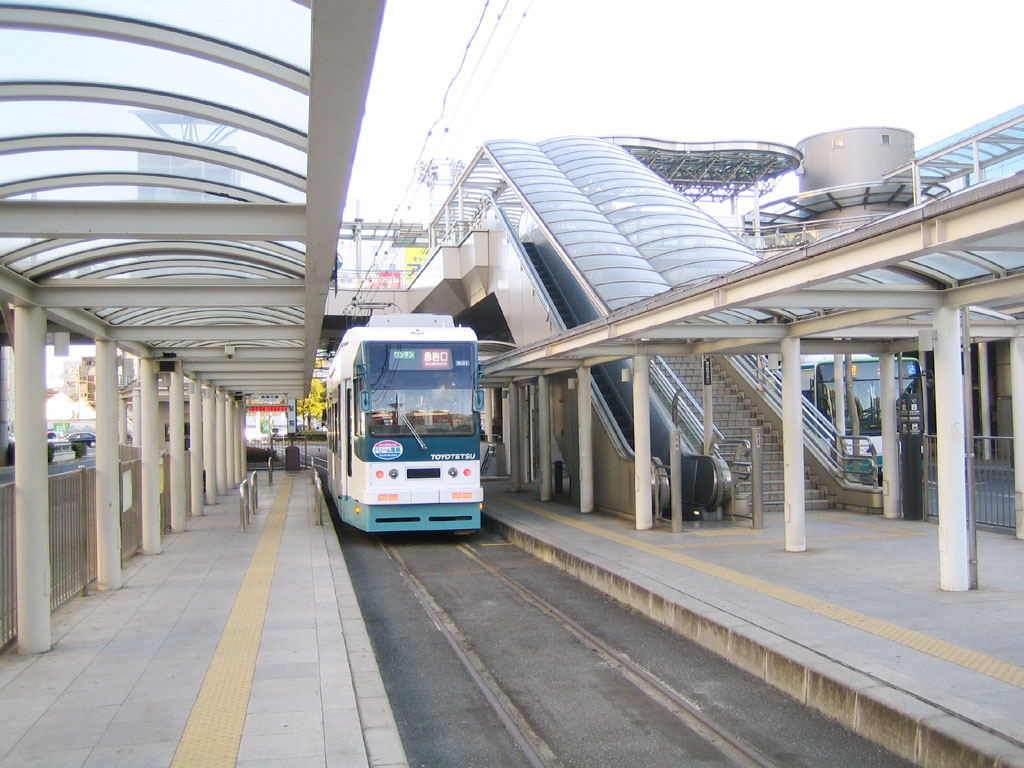
Straßenbahnhaltestelle
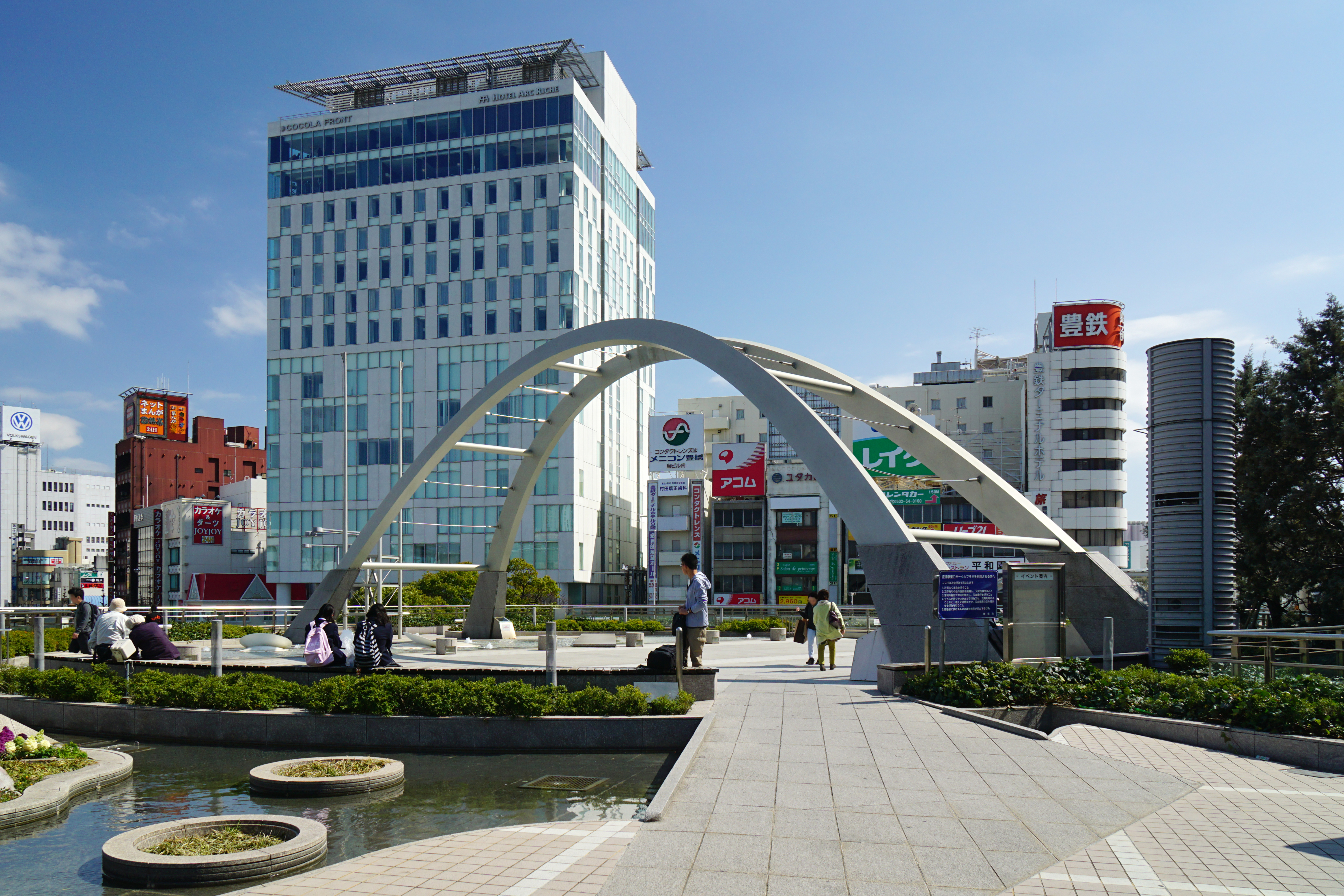
Östlicher Bahnhofsvorplatz
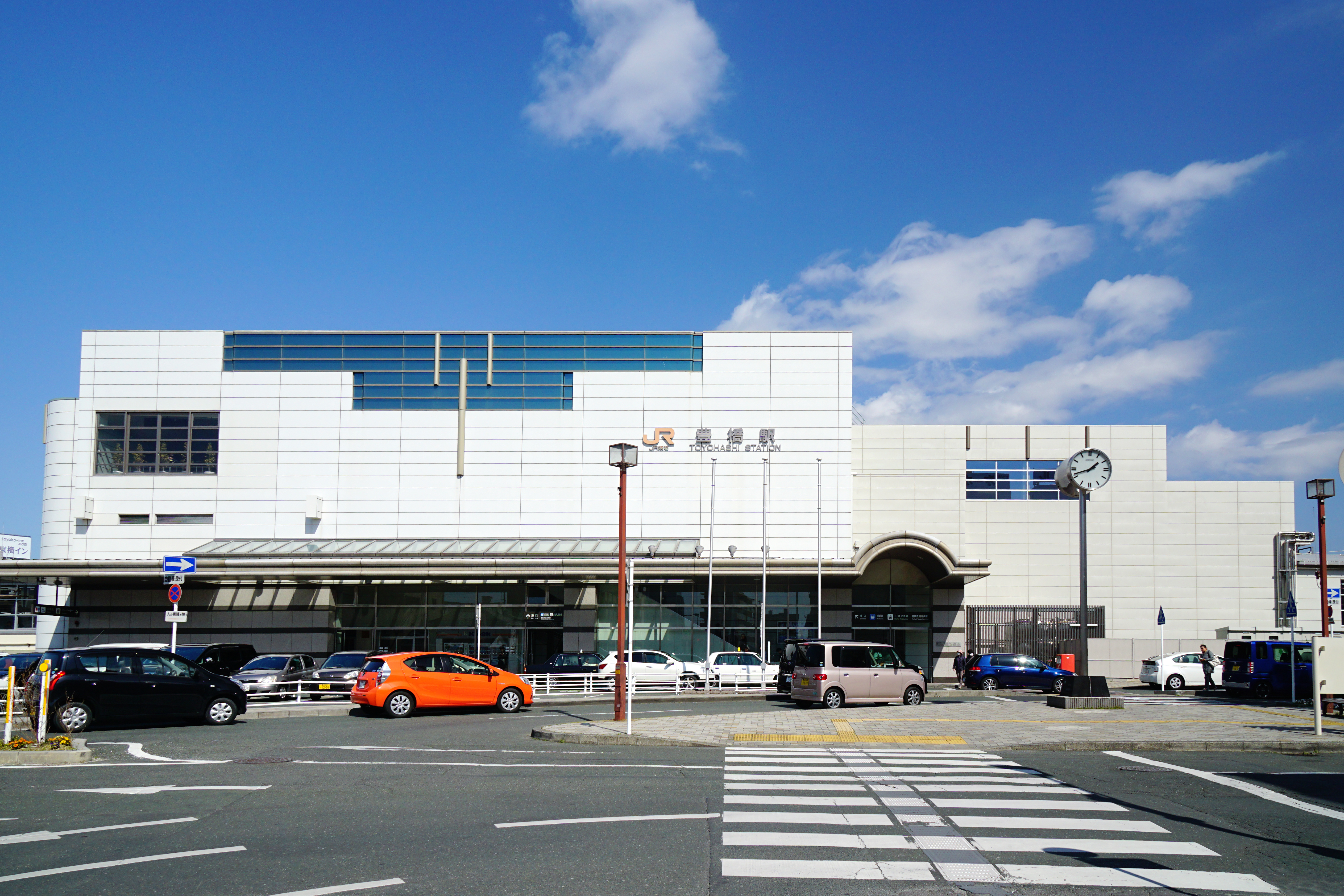
Westausgang (März 2016)

## Gleise

Gleisplan

| 1/2   | ▉ Iida-Linie         | Toyokawa • Iida                 |
| 3     | ▉ Nagoya-Hauptlinie  | Meitetsu Nagoya • Meitetsu Gifu |
| 4     | ▉ Tōkaidō-Hauptlinie | Okazaki • Nagoya                |
| 4     | ▉ Iida-Linie         | Toyokawa • Iida                 |
| 5–8   | ▉ Tōkaidō-Hauptlinie | Okazaki • Nagoya                |
| 5–8   | ▉ Tōkaidō-Hauptlinie | Hamamatsu • Shizuoka            |
| 11/12 | ▉ Tōkaidō-Shinkansen | Shin-Yokohama • Tokio           |
| 13    | ▉ Tōkaidō-Shinkansen | Nagoya • Shin-Osaka             |

## Linien
| Verlauf der Tōkaidō-Shinkansen |
| --- |
| Tokyo • Shinagawa • Shin-Yokohama • Odawara • Atami • Mishima • Shin-Fuji • Shizuoka • Kakegawa • Hamamatsu • Toyohashi • Mikawa-Anjō • Nagoya • Gifu-Hashima • Maibara • Kyōto • Shin-Osaka |

| Verlauf der Tōkaidō-Hauptlinie (Atami–Toyohashi) |
| --- |
| Atami • Kannami • Mishima • Numazu • Katahama • Hara • Higashi-Tagonoura • Yoshiwara • Fuji • Fujikawa • Shin-Kambara • Kambara • Yui • Okitsu • Shimizu • Kusanagi • Higashi-Shizuoka • Shizuoka • Abekawa • Mochimune • Yaizu • Nishi-Yaizu • Fujieda • Rokugō • Shimada • Kanaya • Kikugawa • Kakegawa • Aino • Fukuroi • Iwata • Toyodachō • Tenryūgawa • Hamamatsu • Takatsuka • Maisaka • Bentenjima • Araimachi • Washizu • Shinjohara • Futagawa • Toyohashi |

| Verlauf der Tōkaidō-Hauptlinie (Toyohashi–Maibara) |
| --- |
| Toyohashi • Nishi-Kozakai • Aichi-Mito • Mikawa-Ōtsuka • Mikawa-Miya • Gamagōri • Mikawa-Shiotsu • Sangane • Kōda • Aimi • Okazaki • Nishi-Okazaki • Anjō • Mikawa-Anjō • Higashi-Kariya • Noda-Shinmachi • Kariya • Aizuma • Ōbu • Kyōwa • Minami-Ōdaka • Ōdaka • Kasadera • Atsuta • Kanayama • Otōbashi • Nagoya • Biwajima • Kiyosu • Inazawa • Owari-Ichinomiya • Kisogawa • Gifu • Nishi-Gifu • Hozumi • Ōgaki • Tarui • Sekigahara • Kashiwabara • Ōmi-Nagoka • Samegai • Maibara |

| Verlauf der Iida-Linie |
| --- |
| Toyohashi • Funamachi • Shimoji • Kozakai • Ushikubo • Toyokawa • Mikawa-Ichinomiya • Nagayama • Ejima • Tōjō • Nodajō • Shinshiro • Higashi-Shimmachi • Chausuyama • Mikawa-Tōgō • Ōmi • Torii • Nagashinojō • Hon-Nagashino • Mikawa-Ōno • Yuya-Onsen • Mikawa-Makihara • Kakidaira • Mikawa-Kawai • Ikeba • Tōei • Izumma • Kamiichiba • Urakawa • Hayase • Shimokawai • Chūbu-Tenryū • Sakuma • Aizuki • Shironishi • Mukaichiba • Misakubo • Ōzore • Kowada • Nakaisamurai • Ina-Kozawa • Ugusu • Hiraoka • Shiteguri • Nukuta • Tamoto • Kadoshima • Karakasa • Kinno • Chiyo • Tenryūkyō • Kawaji • Tokimata • Dashina • Kega • Ina-Yawata • Shimoyamamura • Kanae • Kiriishi • Iida • Sakuramachi • Ina-Kamisato • Moto-Zenkōji • Shimoichida • Ichida • Shimodaira • Yamabuki • Ina-Ōshima • Kami-Katagiri • Ina-Tajima • Takatōbara • Nanakubo • Ina-Hongō • Iijima • Tagiri • Ina-Fukuoka • Komachiya • Komagane • Ōtagiri • iyada • Akagi • Sawando • Shimojima • Inashi • Ina-Kita • Tabata • Kitatono • Kinoshita • Ina-Matsushima • Sawa • Haba • Ina-Shimmachi • Miyaki • Tatsuno |

| Verlauf der Meitetsu Nagoya-Hauptlinie |
| --- |
| Toyohashi • Ina • Odabuchi • Kō • Goyu • Meiden Akasaka • Meiden Nagasawa • Motojuku • Meiden Yamanaka • Fujikawa • Miai • Otogawa • Higashi-Okazaki • Okazakikōen-mae • Yahagibashi • Utō • Shin-Anjō • Ushida • Chiryū • Hitotsugi • Fujimatsu • Toyoake • Zengo • Chūkyō-keibajō-mae • Arimatsu • Sakyōyama • Narumi • Moto Hoshizaki • Moto Kasadera • Sakura • Yobitsugi • Horita • Jingū-mae • Kanayama • Sannō • Meitetsu Nagoya • Sakō • Higashi-Biwajima • Nishi-Biwajima • Futatsu-iri • Shinkawa-bashi • Sukaguchi • Marunouchi • Shin-Kiyosu • Ōsato • Okuda • • Kōnomiya • Shima-ujinaga • Myōkōji • Meitetsu Ichinomiya • Imaise • Iwato • Shin-Kisogawa • Kuroda • Kisogawa-zutsumi • Kasamatsu • Ginan • Chajo • Kanō • Meitetsu Gifu |

## Geschichte

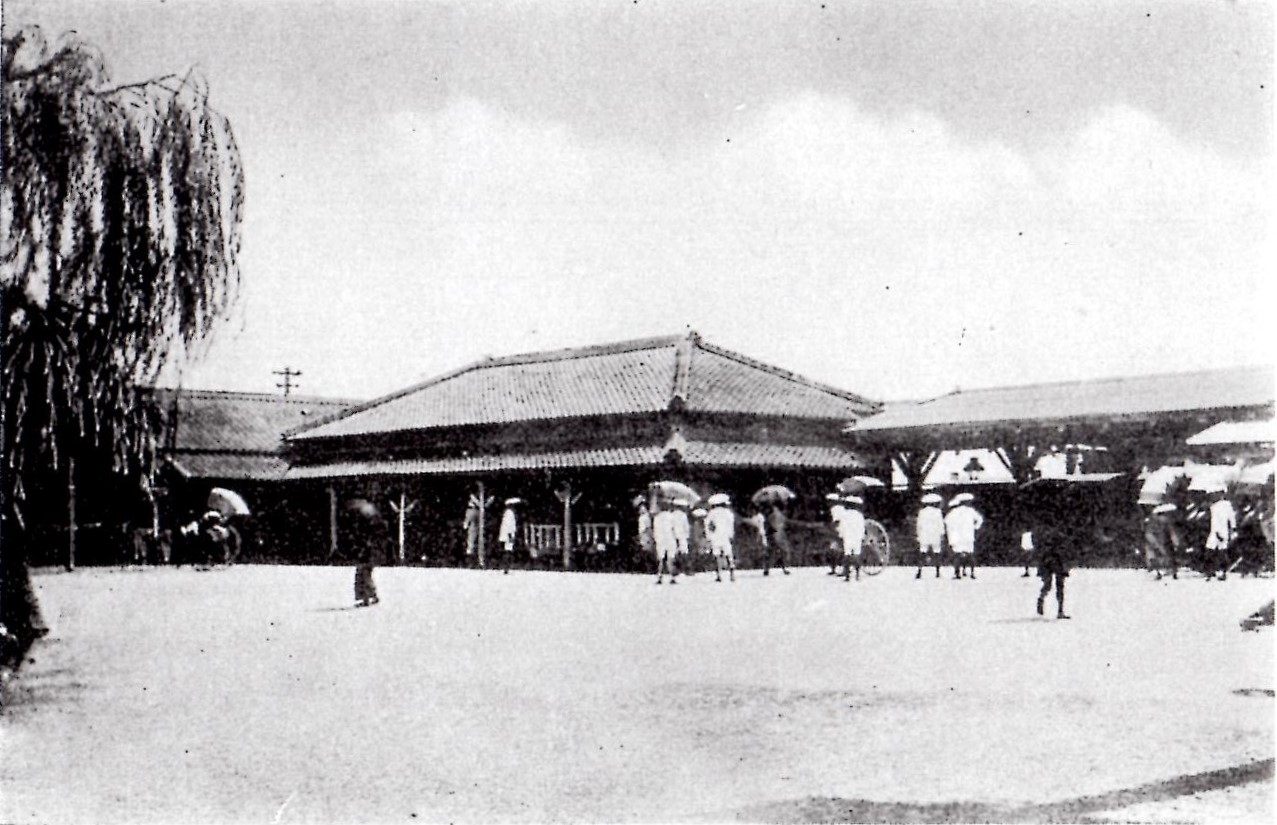
Bahnhof Toyohashi 1888

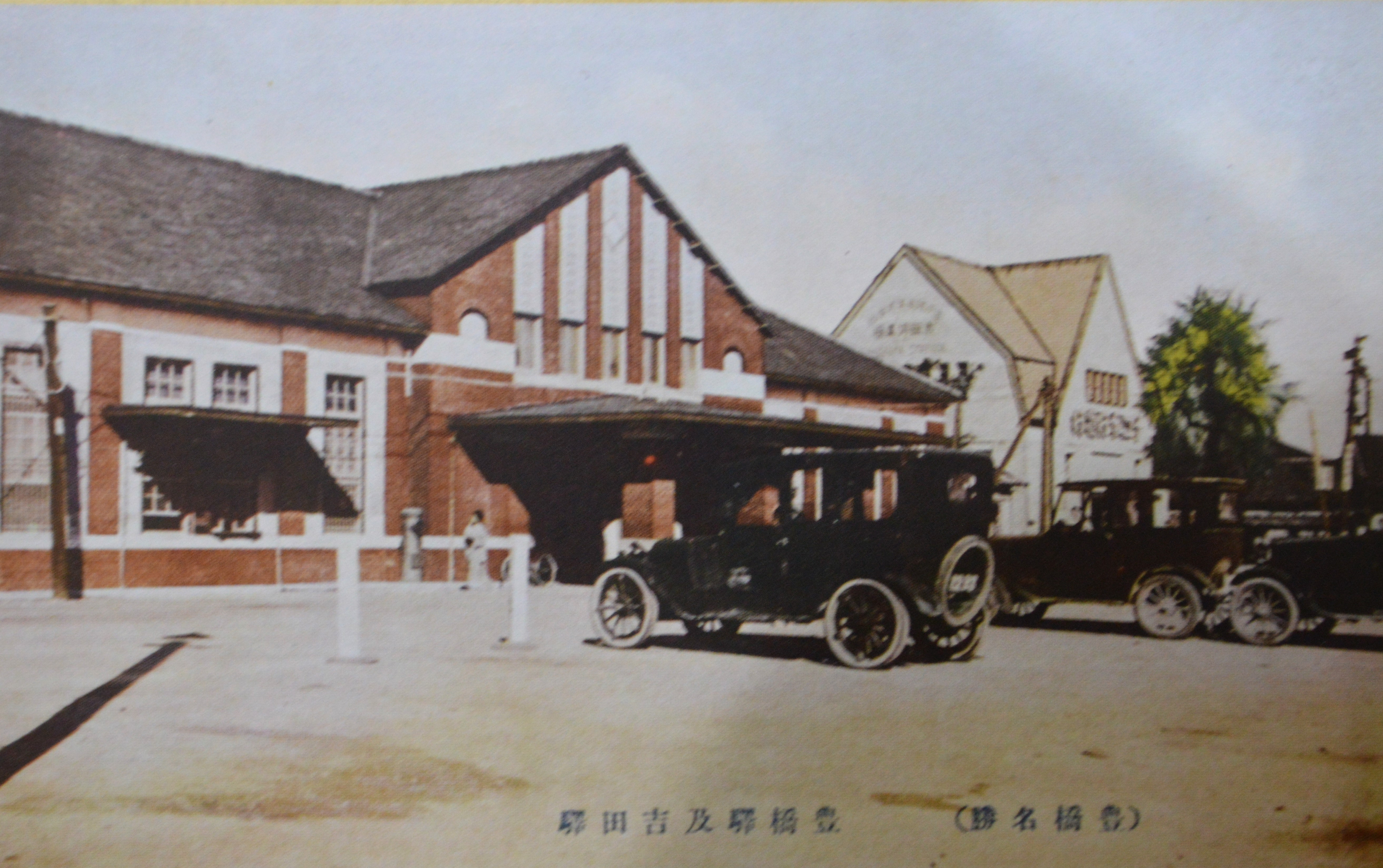
Bahnhöfe Toyohashi und Yoshida (rechts) um 1930

Zusammen mit dem Abschnitt Ōbu–Hamamatsu der Tōkaidō-Hauptlinie eröffnete die staatliche Eisenbahnverwaltung den Bahnhof am 1. September 1886. Er lag mehrere hundert Meter südwestlich des damaligen Stadtzentrums auf dem Gebiet der benachbarten Gemeinde Hanada. Die Stadt expandierte rasch und innerhalb weniger Jahre entstand beim Bahnhof ein neues Geschäftsviertel. Seit der Eingemeindung von Hanada am 15. Juli 1906 gehört der Bahnhof zum Stadtgebiet. Die Bahngesellschaft Toyokawa Tetsudō eröffnete am 15. Juli 1897 eine Bahnstrecke von Toyohashi nach Toyokawa, den ersten Abschnitt der späteren Iida-Linie. Sie nutzte zunächst den staatlichen Bahnhof, errichtete dann aber unmittelbar nördlich davon einen eigenen Kopfbahnhof. Dieser ging am 11. Dezember 1899 in Betrieb und trug die Bezeichnung Yoshida (吉田).
Ab 1908 war die 15. Division der Kaiserlich Japanischen Armee in Toyohashi stationiert, was zu einem starken Anstieg des Personen- und Güterverkehrs führte. Das Eisenbahnministerium baute von 1911 bis 1916 den zu klein gewordenen Bahnhof markant aus. Die Nutzerzahlen stiegen unvermindert an, sodass der Bahnhof nach nur elf Jahren erneut erweitert werden musste. Ab 14. Juli 1925 verkehrte die Straßenbahn Toyohashi vom Bahnhofsvorplatz aus. Die Bahngesellschaft Aichi Denki Tetsudō (1935 in der Meitetsu aufgegangen) verlängerte die heutige Meitetsu Nagoya-Hauptlinie am 1. Juni 1927 zum Yoshida-Kopfbahnhof. Die Reisezeit zwischen Toyohashi und Nagoya verkürzte sich um etwa eine Dreiviertelstunde, woraufhin die Tōkaidō-Hauptlinie einen großen Teil des regionalen Verkehrs an die Konkurrenz verlor. Ab 1. Oktober 1927 verkehrte die Atsumi-Linie vom benachbarten Bahnhof Shin-Toyohashi aus zur Atsumi-Halbinsel. Diese Strecke gehörte ab 1940 ebenfalls zur Meitetsu.

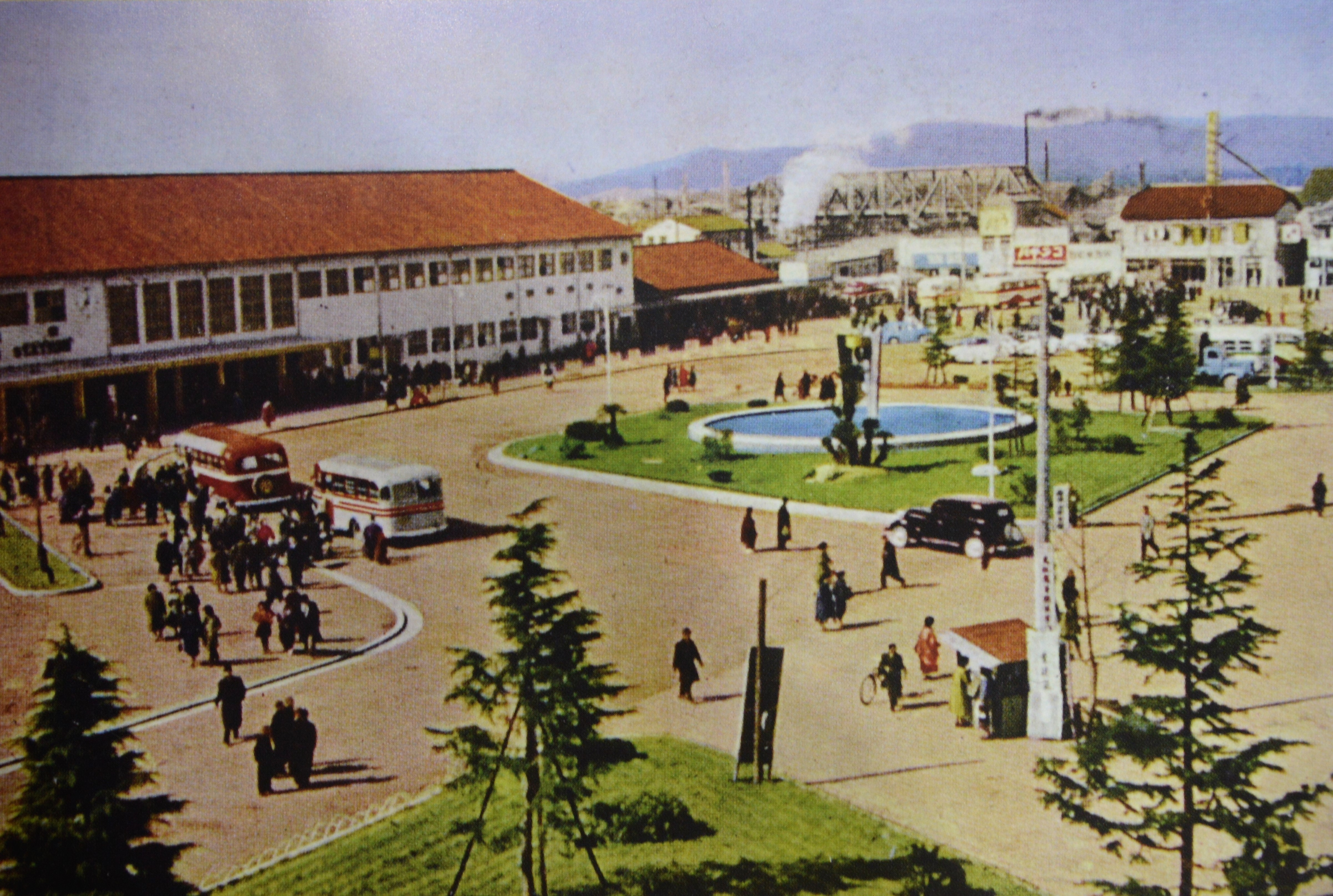
Bahnhof Toyohashi um 1955

Mit der Verstaatlichung der Toyokawa Tetsudō erfolgte am 1. August 1943 die Integration des Kopfbahnhofs Yoshida in den Bahnhof Toyohashi. Damit bestand nun auch ein direkter Übergang zur Nagoya-Hauptlinie. Ein US-amerikanisches Flächenbombardement am 19. und 20. Juni 1945 zerstörte große Teile der Stadt. Der Bahnhof war ebenfalls davon betroffen: Während das Empfangsgebäude vollständig niederbrannte, blieb das Depot unbehelligt, sodass der Verkehr innerhalb von drei Tagen auf allen Linien wiederaufgenommen werden konnte. Nach jahrelanger Verwendung behelfsmäßiger Baracken wurde am 14. Mai 1950 das neue Empfangsgebäude eröffnet. Es handelte sich um den ersten so genannten „Volksbahnhof“ (民衆駅, Minshū-eki) in ganz Japan – ein Bahnhof, bei dem die Japanische Staatsbahn das Gebäude mit Läden lokaler Gewerbetreibender teilte.
Seit der Eröffnung der Tōkaidō-Shinkansen am 1. Oktober 1964 halten Hochgeschwindigkeitszüge in Toyohashi. Zur Erschließung der Shinkansen-Bahnsteige an der Westseite entstand ein zusätzlicher Reiterbahnhof. Da die Staatsbahn von einem markanten Bevölkerungswachstum ausging und der Bahnhof den Ansprüchen nicht mehr genügen würde, errichtete sie ein neues Empfangsgebäude mit über 100 Läden und nahm es am 1. Juli 1970 in Betrieb. Aus Kostengründen stellte die Staatsbahn am 1. November 1986 die Gepäckaufgabe ein. Im Rahmen der Staatsbahnprivatisierung ging der Bahnhof am 1. April 1987 in den Besitz der neuen Gesellschaft JR Central über. Diese ersetzte ab 1994 den Reiterbahnhof durch einen Neubau mit erweiterter Ladenfläche und stellte ihn am 16. September 1996 fertig. Zwei Jahre später war die Umgestaltung des Vorplatzes abgeschlossen, inklusive Neuanordnung von Bus- und Straßenbahnhaltestellen.